# Método de ensino da língua estrangeira
Os métodos de ensino de línguas estrangeiras são abordagens utilizadas pelos professores em sala de aula para ensinar uma língua estrangeira. A escolha do método a ser utilizado em sala de aula é muito importante, pois ele pode influenciar na aprendizagem do novo idioma, por isso o docente deve conhecer cada método e suas especificidades, a fim de adequá-los de acordo com as características de aprendizagem de sua turma.

## Breve história
Antigamente, na Idade Média, o ensino de língua estrangeira era realizado de forma mecânica baseada na gramática, na qual o aprendiz traduzia livros inteiros palavra por palavra para a sua língua materna através da dedução. Somente no século XVI, começou a surgir as primeiras inovações para métodos mais ativo, O bispo da Moravia J. A. Commenius (1592-1670) inovou ao ensinar o vocabulário latino através de desenhos. Os métodos de ensino sofreram várias mudanças ao longo do tempo e ainda são motivos de discussão.

### Método da Gramática e da Tradução
O método da gramática e tradução, ou método tradicional, consiste na tradução de texto da língua alvo para a materna. Nesse método, os alunos tendem somente a memorizar as regras da gramática imposta pela língua a ser estudada, e busca-se a tradução como um tipo de exercício frequente através de atividades de tradução os alunos são expostos a regras gramaticais, listas de vocábulos, conjunções verbais e outros componentes da gramática. 
O objetivo desse método é fazer com que o aluno seja capaz de ler a literatura escrita da cultura da Língua Estrangeira, sendo este considerado um objetivo nobre e um bom exercício para o desenvolvimento mental. A comunicação oral não é realizada nesse método, além disso, o professor não necessita saber a língua alvo.
O foco das atividades está na leitura e na produção escrita, mas de maneira muito mecânica e sem o objetivo de construção de sentidos. A maior crítica relacionada a esse método está no fato de ser uma tradução mecânica, portanto sem oportunidades de construir novos significados.

### Método Direto
O método direto ou abordagem direta surgiu a partir da necessidade de preparar os alunos para usar oralmente a Língua estrangeira. Nessa abordagem é criado um ambiente monolinguístico, e o processo de ensino-aprendizagem é baseado apenas na língua alvo, a língua materna do aluno nunca é usada em sala de aula. Sobre o método direto, Leffa (1988) explana:
"O princípio fundamental da AD é de que a L2 se aprende através da L2; a língua materna nunca deve ser usada na sala de aula. A transmissão do significado dá-se através de gestos e gravuras, sem jamais recorrer à tradução. O aluno deve aprender a "pensar na língua"". 
Diferente do primeiro método, o papel do aluno não é passivo, pois ele interage com o professor passo a passo durante a aula. O processo de ensino aprendizagem se fundamenta na capacidade do aprendiz em fazer associações, deduções e inferências a partir de situações apresentadas a ele. A transmissão do significado ocorre através de exercícios iniciais orais e de forma repetitiva, além disso, gestos, gravuras, figuras e mímicas também são usados para ajudar no processo de compreensão do aluno. Apesar de a ênfase das atividades estar na linguagem oral, a linguagem escrita também pode ser explorada.
O aprendizado é feito primeiro pelo ouvir, falar, ler e escrever, através de diálogos sobre assuntos diários. As regras gramaticais são aperfeiçoadas com o tempo e a experiência, por isso o aluno não precisa sistematizar a língua estrangeira. O princípio fundamental desse método é de que a língua-alvo se aprende através da língua-alvo. 

### Método audiolingual
O método audiolingual é uma abordagem de ensino baseada na oralidade, tem como finalidade ensinar a parte escrita ao aluno somente quando o mesmo estiver familiarizado com a oralidade da língua alvo. Primeiro ele precisa ouvir, depois falar, ler para então escrever. Acredita-se que o aprendizado acontece pela repetição, reforço e memorização do conteúdo pelo aluno, e o professor é visto como o modelo a ser seguido no processo de ensino-aprendizagem. 
As técnicas mais utilizadas são a memorização e dramatização de diálogos que devem ser imitados, repetidos e memorizados pelo aluno. A pronúncia é ensinada desde o primeiro momento, e é esperado do aluno que produza a mesma pronúncia de um falante, cuja língua materna é a que se está aprendendo.

### Abordagem comunicativa
A abordagem comunicativa leva em consideração o interesse pelo desenvolvimento da competência comunicativa em uma língua estrangeira, seja falar, ouvir, escrever e fazer se entender em outra língua. Esse interesse faz as pessoas buscarem métodos e lugares que acreditam ser o ambiente ideal para sua aquisição. Qualquer que seja o lugar onde se aprende esta nova língua, o aprendiz busca conseguir se comunicar fluentemente por meio dela. O desenvolvimento da competência comunicativa se justifica uma vez que a língua estrangeira é vista hoje como essencial no nosso dia-a-dia. 
Segundo Rocha (2011), os métodos comunicativos valorizam a importância do meio e das interações, além disso, a comunicação é um elemento de ligação, por isso percebe-se que os métodos comunicativos têm em comum como característica: o foco no sentido, no significado e na interação entre sujeitos na língua estrangeira. Nesse ensino a aprendizagem baseia-se em atividades relevantes de interesse ou necessidade do aluno, para que assim ele aprenda a usar a língua estrangeira competentemente nas suas interações. 
O crítico Nunan (apud Filho e Lima, 2013) lista cinco características da abordagem comunicativa: 
"a) uma ênfase no aprender a comunicar-se através da interação com a língua-alvo; b) a introdução de textos autênticos na situação da aprendizagem; c) a provisão de oportunidades para os alunos, não somente na linguagem, mas também no processo de sua aprendizagem; d) uma intensificação das próprias experiências pessoais do aluno como elementos importantes na contribuição para aprendizagem em sala de aula; e) uma tentativa de ligar a aprendizagem da linguagem em sala de aula com ativação da linguagem fora da sala de aula."
A abordagem comunicativa tem o foco no sentido, no significado e na interação entre os sujeitos que estão aprendendo um novo idioma. O ensino comunicativo é aquele que organiza as experiências de aprender em termos de atividades do interesse e/ou necessidade do aluno para que ele se capacite a usar a língua estrangeira de forma competente na interação com outros falantes-usuários dessa língua. Além disso, este ensino não baseia-se nas formas da língua descritas nas gramáticas como modelo suficiente para organizar as experiências de aprender outra língua, embora não descarte a possibilidade de criar na sala de aula momentos de explicitação de regras e de prática rotineiras da gramática.